# Aqidah
Aqidah či 'aqida je teologické dogma islámu (či souhrn teologických dogmat). Spolu s islámským právem a islámskou kulturou tvoří podle některých soudobých učenců jednotu islámu.
V sunnitském islámu se nikdy neustavil oficiální dogmatický systém (s výjimkou tauhídu). Šía oproti tomu rozpracovává široký právní systém.
Na sunnitské straně je výjimkou spis ‘Aqá’id od Umara Nadžmuddína al-Nasafího (zemřel 1142), používaný na Al-Azharu a dalších náboženských školách.